# مسجد الإشبيلي

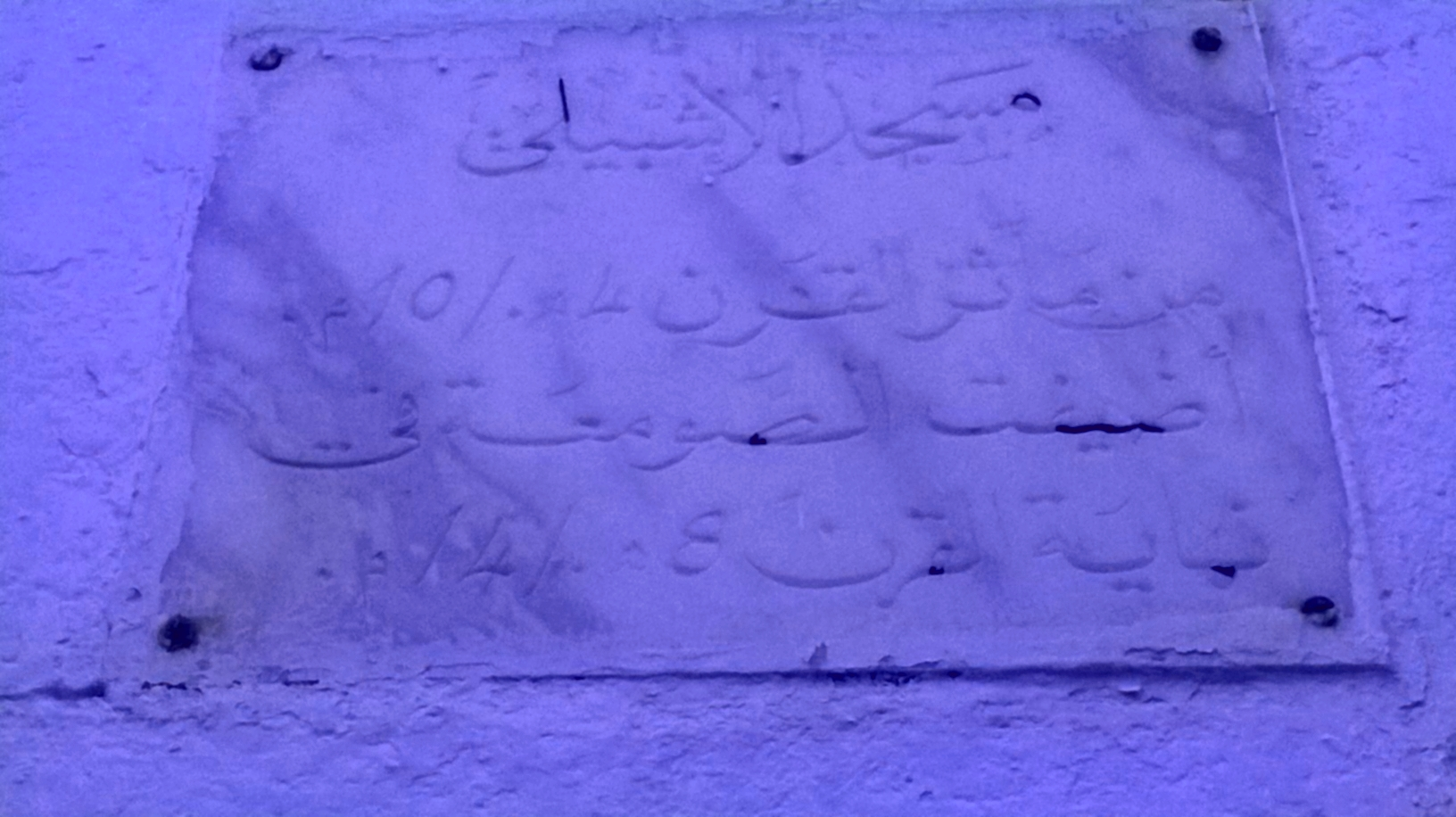
لوحة تذكارية لمسجد الإشبيلي.

مسجد الإشبيلي هو مسجد تونسي يقع في الزاوية المطلة على نهج باش حامبة ونهج الكنز والمقابلة لسوق البلاط، وذلك في مدينة تونس العتيقة.

## الوصف
بني المسجد في القرن العاشر، وله واجهة كبيرة بها ثلاثة أبواب. تتميّز مئذنته التي أضيفت في القرن الرابع عشر، بمظهرها المهيب وخطوطها المعتدلة.

## مقالات ذات صلة
- مساجد مدينة تونس